# Maison au 2, rue Mercière et 54, rue du Vieux-Marché-aux-Poissons à Strasbourg
La maison au 2, rue Mercière et 54, rue du Vieux-Marché-aux-Poissons est un monument historique situé à Strasbourg, dans le département français du Bas-Rhin.

## Localisation
Ce bâtiment est situé au 2, rue Mercière et 54, rue du Vieux-Marché-aux-Poissons à Strasbourg.

## Historique
L'édifice fait l'objet d'une inscription au titre des monuments historiques depuis 1929.